# 崔器
崔 器（さい き、生年不詳 - 760年）は、唐代の官僚・政治家。本貫は深州安平県。

## 経歴
平陰県丞の崔粛然（崔恭礼の孫）の子として生まれた。官吏の才能があり、性格は狷介で融通が利かなかった。明経に挙げられ、官を歴任して清廉謹直につとめた。天宝6載（747年）、万年県尉となり、翌月には監察御史に任じられた。御史中丞の宋渾が東畿採訪使となると、崔器はその下で判官をつとめた。宋渾が不正に財産を蓄えた罪で嶺南に流されると、崔器もまた左遷された。天宝13載（754年）、京兆府司録参軍となり、都官員外郎に転じた。奉先県令として出向した。
天宝15載（756年）、安禄山の反乱軍が長安を陥落させると、崔器は反乱軍に捕らえられ、そのまま奉先県を守った。無為無策でいたところ、同羅が反乱軍から離反し、反乱軍の長安の守将である安守忠と張通儒がそろって逃亡した。また渭水の一帯で唐の義兵が決起し、一朝にして数万に膨れ上がると、崔器は保身のために反乱側から受けた文書や符勅を焼き捨てた。渭水の唐軍と呼応することを図っていたところ、唐軍が敗れた。反乱軍の将の崔乾祐が先に蒲州・同州に駐屯しており、麾下の騎兵30人を派遣して崔器を捕らえようとしたので、崔器は北方の霊武に逃れた。
崔器はもともと呂諲と仲が良く、呂諲に召し出されて御史中丞となり、戸部侍郎を兼ねた。至徳2載（757年）、粛宗に従って鳳翔府に赴き、礼儀使を加えられた。長安・洛陽が奪回されると、崔器は三司使となった。崔器は粛宗の長安入城にあたって儀注を起草し、反乱軍の官についていた者たちを含元殿の前に裸足で立たせ、頭を露わにさせ、撫膺頓首して罪を請わせ、武装した護衛に包囲させ、扈従の群官宰臣以下に見せしめにした。洛陽が奪回されるにあたって、陳希烈以下数百人が降伏した。崔器はかれらを全員処刑するよう求め、粛宗もその意見に従おうとした。梁国公李峴がこれに反対したため、六等に分けて罪が定められ、多くの者は赦され、陳希烈と達奚珣だけが独柳樹の下で斬られた。のちに蕭華が相州の反乱軍の中から帰順してきたとき、粛宗は蕭華の上奏を聞いて、崔器の刑事判断が厳しすぎ、かれの言うとおりにしていれば人身は再び動揺していたであろうことを悟った。
崔器は呂諲の推薦により吏部侍郎・御史大夫となった。上元元年（760年）7月、崔器は脚の腫瘍が重くなり、死去した。

## 伝記資料
- 『旧唐書』巻115 列伝第65
- 『新唐書』巻209 列伝第134